# Zinda
Zinda (tłumaczenie: „Żywy”, hindi: ज़ंदा, urdu: زندہ angielski: Alive, niemiecki: Zinda – Ein gestohlenes Leben) – indyjski thriller z 2006 roku, którego reżyserem, scenarzystą i producentem jest Sanjay Gupta, autor Hamesha, Kaante i Musafir, to remake uznanego przez krytykę filmu z Korei Południowej pt. Oldboy. W rolach głównych Sanjay Dutt, John Abraham i Lara Dutta. Film, którego akcja rozgrywa się w Bangkoku, opowiada o tym, jak bezmyślna krzywda może na zawsze przemienić czyjeś życie, zarówno skrzywdzonego jak i krzywdziciela i uczynić z kogoś żądnego zemsty potwora.

## Fabuła
Bangkok, jak mówi jeden z Indusów, bohaterów tej opowieści, przypomina Mumbaj – korki, upał, przepoceni ludzie, sekrety, krwawe historie. Balajeet Roy (Sanjay Dutt) żyje tu w dobrobycie zatrudniony w firmie, od roku jako szczęśliwy mąż Nishy. Ich małżeństwo osiąga pełnię szczęścia, gdy Nisha dowiaduje się, że spodziewa się dziecka. Uszczęśliwiona biegnie do męża, aby mu o tym powiedzieć, gdy on nagle na jej oczach znika.
Balajeet budzi się w celi o stalowych ścianach. Daremnie krzyczy, rzuca się, jak ranne zwierzę po celi. Dzień po dniu przez otwór przy podłodze ktoś w milczeniu wsuwa mu talerz ze smażonymi krewetkami i co pewien czas usypia go gazem, aby sprzątnąć celę, ostrzyc go i umyć nieprzytomnego. Jedyne twarze ludzi, które widzi to twarze z ekranu telewizora. Mijają lata. Zdarzenia przesuwają się przed jego oczyma na ekranie telewizora – wiadomość o zamordowaniu jego żony, śmierć księżnej Diany, armia indyjska przekracza granice Pakistanu, samoloty wbijają się w wieże World Trade Center. Aby nie oszaleć Balajeet, zaczyna oglądając walki w telewizji ćwiczyć swoje ciało na spotkanie z nieznanym mu wrogiem. Jednocześnie prześwietla swoją przeszłość w poszukiwaniu ludzi, których skrzywdził. Mija 14 lat. Z kolejnej utraty przytomności Balajeet budzi się w środku miasta – wolny, choć, jak niedługo usłyszy od człowieka, który go zamknął, nie jest wolny, ale tylko przeniesiony do większego więzienia. Celem jego prześladowcy, który od lat pisze scenariusz jego życia jest dawkować odczuwany przez Balajeeta ból. Balajeet musi teraz skonfrontować się z zagadką swojego życia.

## Obsada
- Sanjay Dutt – Balajeet Roy (Oh Dae-Su)
- John Abraham – Rohit Chopra (Lee Woo-Jin) -nominacja do Nagrody Filmfare za Najlepszą Rolę Negatywną
- Lara Dutta – Jenny Singh (Mi-Do)
- Celina Jaitley – Nisha Roy (Kim Ja-Hyun)
- Mahesh Manjrekar – Joy Fernandes (No Joo-hwan)
- Rajendranath Zutshi – Woo Fong (Raj Zutshi)(Mr. Han)

## Muzyka i piosenki
Autorem muzyki jest duet Vishal-Shekhar, który skomponował też takie filmy jak: Om Shanti Om, I See You, Tara Rum Pum, Mistrz blefu, Ek Ajnabee, Salaam Namaste, Dus, Shabd, Musafir i Taxi Number 9211.
1. Yeh Hai Meri Kahani
2. Zinda Hoon Main
3. Kabhi Muskurale
4. Har Saans
5. Kya Main Zinda Hoon
6. Maula
7. Zinda Hoon Main (Delirious Dance Club)
8. Yeh Hai Meri Kahani (K Rap Mix)
9. Chal Rahi Hain Saansein